# Lugalo (Ort)
Lugalo (auch Rugaro) ist ein Ort in Tansania im Distrikt Kilolo der Region Iringa. Bei der Volkszählung 2012 lebten 12.359 Menschen in der Stadt.

## Lage
Lugalo liegt rund 25 Kilometer östlich der Regionshauptstadt Iringa an der asphaltierten Nationalstraße T1 von Iringa nach Morogoro in 1550 Meter Seehöhe.

## Geschichte
Am 17. August 1891 kam es beim heutigen Lugalo zu dem Gefecht bei Rugaro zwischen deutschen Truppen unter Emil von Zelewski und der Streitmacht der Hehe unter ihrem Chief Mkwawa. Obwohl die Hehe meist nur mit Speeren und Schilden ausgerüstet waren, besiegten sie die deutschen Streitkräfte.
Ein deutsches Denkmal unmittelbar neben dem Tanzam-Highway erinnert heute an diese Schlacht.

## Sonstiges
In Erinnerung an die historische Bedeutung wurde die Militärische Hochschule für Medizin (MCMS) in Daressalam nach Lugalo benannt. Das 2014 gegründete College wurde von Deutschland renoviert und ausgestattet.